# سنترویو (میزوری)
سنترویو (به انگلیسی: Centerview) یک شهر در ایالات متحده آمریکا است که در شهرستان جانسون، میزوری واقع شده‌است. سنترویو ۰٫۳۱ کیلومتر مربع مساحت و ۲۶۷ نفر جمعیت دارد و ۲۶۶ متر بالاتر از سطح دریا واقع شده‌است.